# 도베쓰정

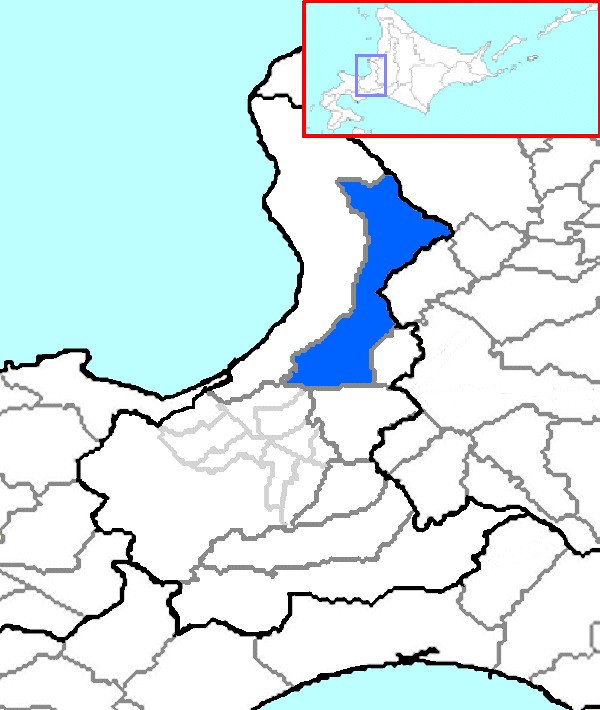
도베쓰정의 위치

도베쓰정(일본어: 当別町)은 일본 홋카이도 이시카리 진흥국 관내 북부에 있는 정이다.
이름의 어원은 아이누어의 ‘트우베트’(トウベツ)로 ‘늪에서 오는 강’을 의미해 도베쓰강을 가리킨다. 삿포로시 도심에서 15~25km 거리이다. 자연이 풍부한 정으로 꽃과 쌀 생산이 활발하다.

## 지리
이시카리 진흥국 관할구역의 북부에 위치하고 정역은 남북으로 길다. 북부는 낮은 산지로 아오야마댐에서부터 이시카리강의 지류인 도베쓰강이 남하한다. 남부는 이시카리강으로 통하는 평야 지대로 인구의 상당수는 여기에 집중되어 있다. 시가지는 JR 삿쇼선(학원도시선)과 도베쓰강이 만나는 이시카리도베쓰역 주변에 집중되어 있고 그 외 지역에는 전원 풍경이 펼쳐진다.

### 인접한 자치체
- 이시카리 진흥국
  - 삿포로시 (기타구, 히가시구)
  - 이시카리시
  - 에베쓰시
  - 이시카리군 신시노쓰촌

- 소라치 종합진흥국
  - 가바토군 쓰키가타정, 우라우스정, 신토쓰카와정

## 역사
- 1869년 - 도베쓰정 지역이 홋카이도 이시카리국 이시카리군의 영역이 되어 개척사 관할이 되었다.
- 1882년 - 개척사의 폐지와 함께 도베쓰정의 영역이 삿포로현에 포함되었다.
- 1886년 - 삿포로현이 홋카이도청에 통합되었다.
- 1902년 - 2급 정촌제 시행과 함께 이시카리군 도베쓰촌이 성립하였다.
- 1907년 - 1급 정촌제 시행과 함께 새로운 도베쓰촌이 설립하였다.
- 1947년 7월 1일 - 도베쓰촌이 정으로 승격해 도베쓰정이 되었다.

## 인구
|                     |          |  |
| 1970년（쇼와45년）  | 18,549명 |  |
| 1975년（쇼와50년）  | 17,351명 |  |
| 1980년（쇼와55년）  | 17,316명 |  |
| 1985년（쇼와60년）  | 16,507명 |  |
| 1990년（헤세2년）   | 15,825명 |  |
| 1995년（헤세7년）   | 19,672명 |  |
| 2000년（헤세12년）  | 20,778명 |  |
| 2005년（헤세17년）  | 19,982명 |  |
| 2010년（헤세22년）  | 18,769명 |  |
| 2015년（헤세27년）  | 17,278명 |  |
| 2020년（레이와2년） | 15,916명 |  |

|colspan="2" style="text-align:right"|일본 총무성 통계국 국세조사
|-

## 경제
기간산업은 농업(벼농사, 화훼 재배), 임업이다. 이시카리 진흥국 관내에서 쌀 생산량이 가장 많다. 삿포로시와 가까운 남부의 니시토베쓰 근교는 베드타운으로도 발달하고 있다.

## 교통

### 철도
- 홋카이도 여객철도 삿쇼선

### 도로
- 국도 275호선(일본어판)
- 국도 337호선
- 국도 451호선